# Allium rinae
Allium rinae — вид трав'янистих рослин родини амарилісові (Amaryllidaceae), ендемік Узбекистану.

## Опис
Цибулини яйцеподібні, 1–2 см завширшки; зовнішні оболонки червонувато-бурі. Стеблин (1)2–3(7), 15–35 см завдовжки. Листків 2–4, коротші від стеблини, товщиною 1–2 мм, жолобчасті, голі. Суцвіття субкулясте або напівкулясте, малоквіткове. Оцвітина широко дзвінчаста, білувато-рожева з пурпурною серединною жилкою. Листочки оцвітини завдовжки 4–6 мм, гладкі. Пиляки фіолетові. Коробочка довжиною 4 мм, сфероїдальна.

## Поширення
Ендемік Узбекистану.